# أ. د. ويتفيلد
أ. د. ويتفيلد (بالإنجليزية: A. D. Whitfield)‏ هو لاعب كرة قدم أمريكية ولاعب كرة قدم كندية أمريكي، ولد في 2 سبتمبر 1943 في روزبود في الولايات المتحدة.

## وصلات خارجية
- أ. د. ويتفيلد على موقع مرجع كرة القدم المحترفة.كوم (الإنجليزية)